# Магия Крисса Энджела
Магия Крисса Энджела (англ. Criss Angel Mindfreak) — американское реалити-шоу. В Америке транслируется каналом A&E Network с 20 августа 2005 года. Сюжет передачи — уличная магия, которую показывает иллюзионист Крисс Энджел.

## Карьера мага
Крисс является младшим из трёх братьев. Он начал заниматься магией в семь лет, после того как его тётя Стелла показала ему фокус с картой.
В тринадцать лет он впервые выступил и заработал 15 долларов. В девятнадцать лет он зарабатывал 3 тысячи долларов в неделю, работая на детских праздниках и в ночных клубах.
В 2001 году он заложил дом своей матери для производства шоу «Mindfreak», в которое вложил 300 тысяч долларов.
Через год шоу стало популярным, и Крисс заработал чистый доход в 4 миллиона долларов и отличную репутацию.
В 2003 году он выпустил телевизионное шоу под названием «Сверхъестественное».
20 июля 2005 выпустил шоу «Магия Крисса Энджела» (в оригинале — Criss Angel Mindfreak).
Некоторые из его фокусов в этом шоу были — левитация, хождение по воде, подвешивание крюками через кожу и т. д. Его мать и братья часто бывают на шоу.

## DVD-издания
- Criss Angel: Mindfreak Halloween
- Criss Angel: Mindfreak Soundtrack/Bonus CD
- Criss Angel: Mindfreak Complete Season One
- Criss Angel: Mindfreak Complete Season Two
- Criss Angel: Mindfreak Complete Season Three
- Criss Angel: Mindfreak Complete Season Four
- Criss Angel: Mindfreak Complete Season Five
- Criss Angel: Mindfreak Complete Season Six
- Criss Angel: Mindfreak DVD Gift Sets, Vol. 1 & 2
- Criss Angel: Mindfreak Best of Seasons 1 & 2
- Criss Angel: Mindfreak The Most Dangerous Escapes
- Criss Angel — Collectors Edition DVD Set

## В культуре
- В восемнадцатой серии двадцать второго сезона мультсериала Симпсоны присутствует персонаж Крегг Демон у которого есть шоу «Magicfreak», что является пародией на Крисса и его передачу «Mindfreak».